# Cornelis Jacob van der Graaff

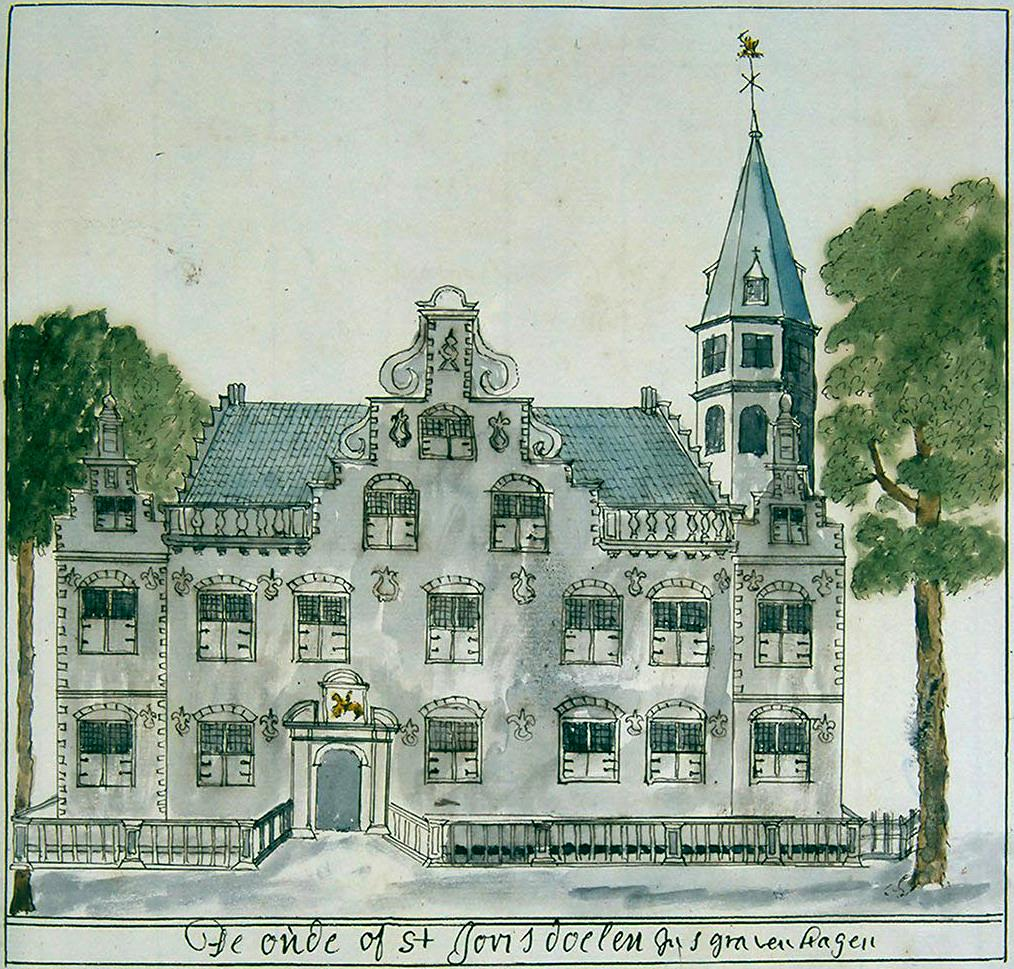
St.Jorisdoelen in Den Haag voor de verbouwing

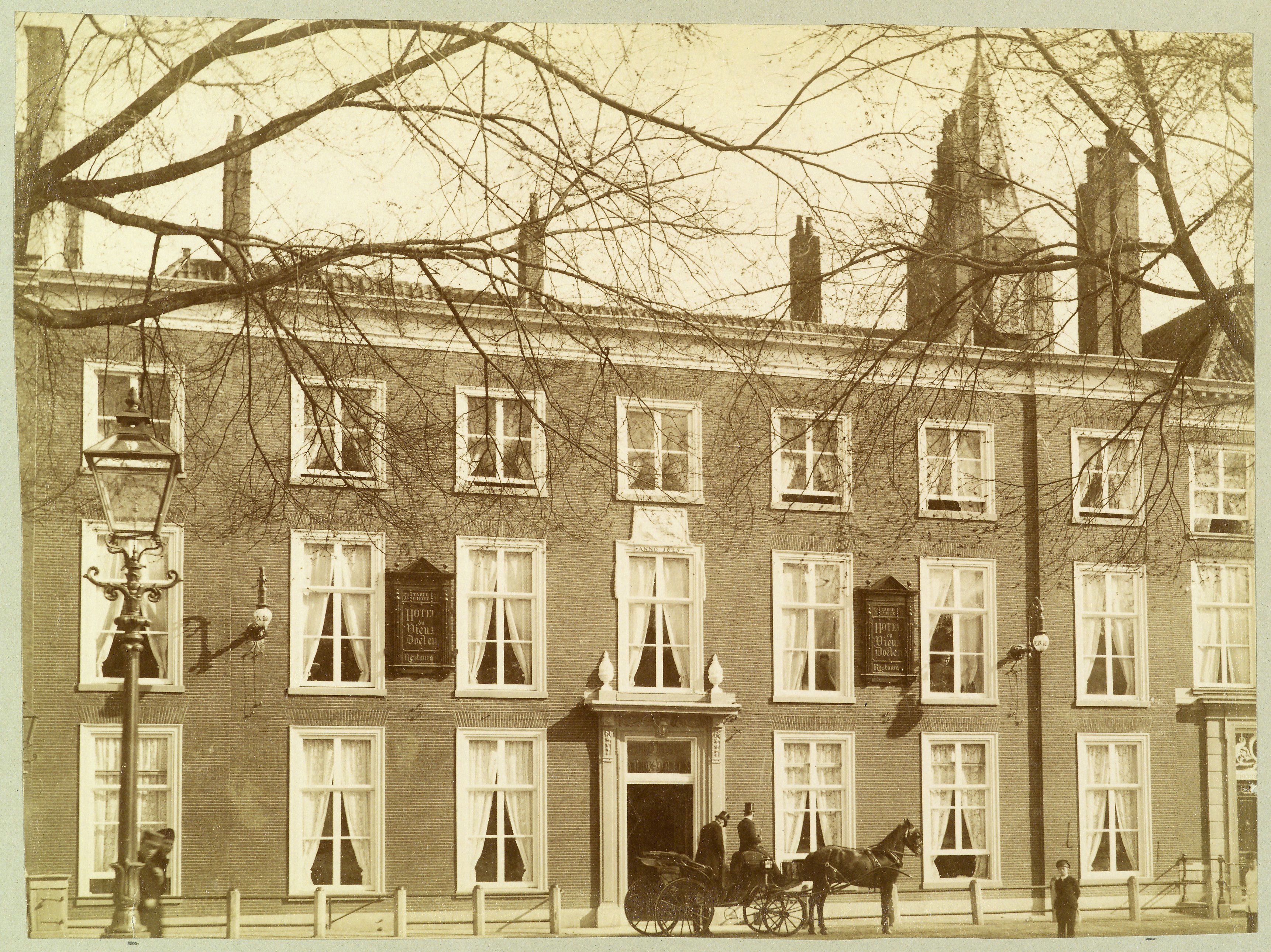
St.Jorisdoelen in Den Haag na de verbouwing

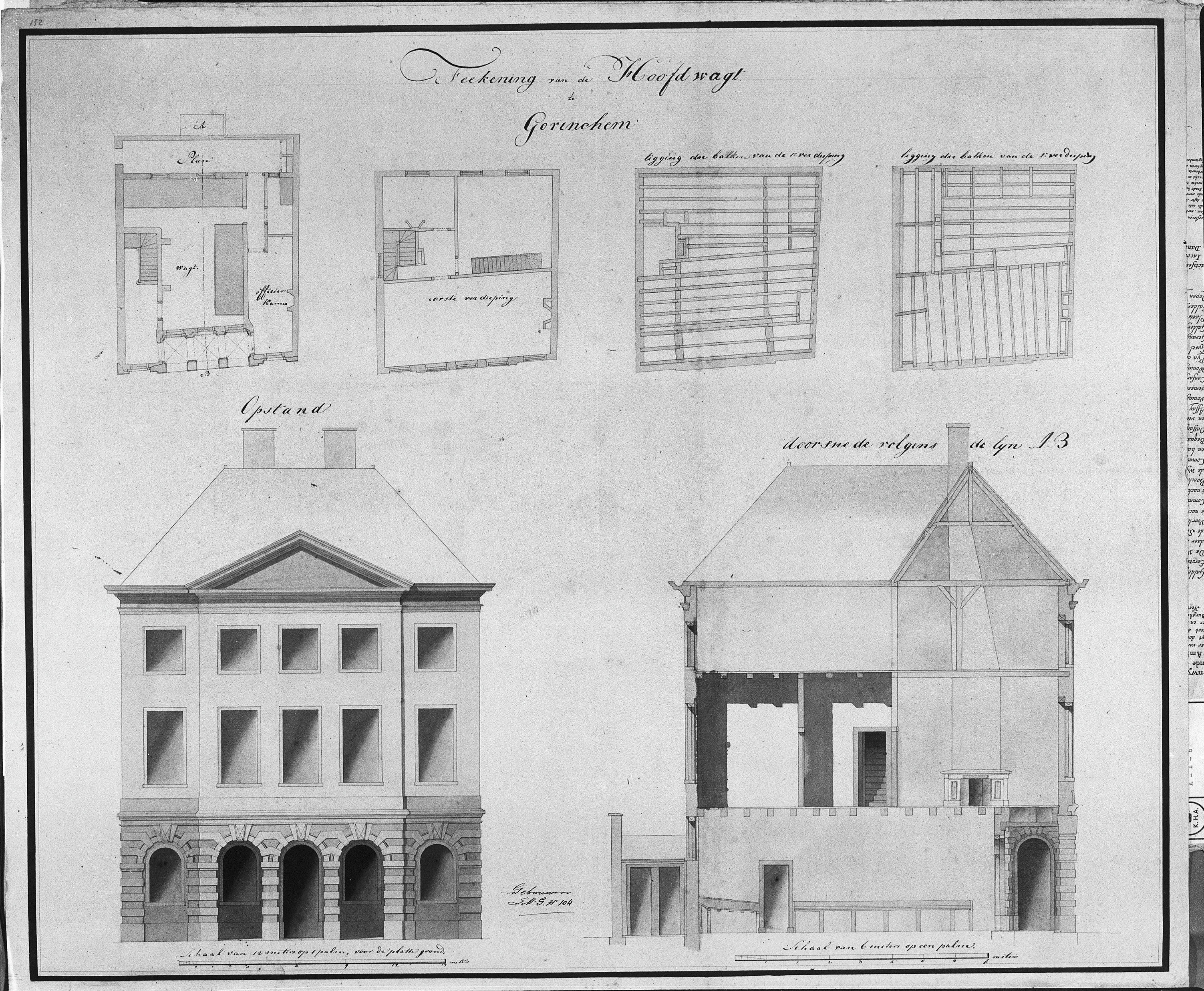
Ontwerp voor de Hoofdwacht in Gorinchem

Cornelis Jacob van der Graaff (1734-1812) was een Nederlands militair ingenieur. Zijn naam vindt men ook gespeld als Van de Graaff, Van der Graaf, Van der Graeff. Hij was woonachtig in Den Haag.
Tot 1784 was Van der Graaff controleur-generaal van de Hollandse Forticatien. Als ingenieur was hij betrokken bij de constructie of het herstel van diverse sluizen, o.m. de Mallegatsluis bij Gouda (1763) en de Schiedamse binnensluis (1776).
In 1767 werd hij samen met zijn voorganger, Jakob Pierlinck, en de Amsterdamse stadsbouwmeester Cornelis Rauws door het Rotterdamse stadsbestuur om advies gevraagd bij de problemen die waren ontstaan door de verzakking van de naar ontwerp van Pieter de Swart in aanbouw zijnde Delftse Poort.
In 1770 werd hetzelfde drietal samen met De Swart gevraagd  om advies uit te brengen over de bouwkundige staat van de Hofkapel op het Binnenhof in Den Haag; Van der Graaff werd vervolgens als opzichter aangesteld bij de uitvoering (1771) van De Swarts ontwerp. In 1777 werd onder leiding van Van der Graaff begonnen met een bouw van de nieuwe vleugel van het Stadhouderlijk Kwartier, waarbij een belangrijke rol was weggelegd voor Friedrich Ludwig Gunckel en Johan van Westenhout. Van der Graaff zelf ontwierp daarbij vermoedelijk het naburige Comptoir-Generaal.
In 1774 ontwierp Van der Graaff bij een verbouwing de nieuwe strakke classicistische voorgevel van de Sint-Jorisdoelen aan het Tournooiveld, die de bestaande trapgevel met rolwerk uit 1621-1625 verving. 
In 1784 ontwierp Van der Graaff de Hoofdwacht in Gorinchem, die geïnspireerd was op een ontwerp van Gunckel voor een Hoofdwacht op het Binnenhof (1775). Op zijn beurt zou hij voor Van Westenhout als voorbeeld dienen voor zijn Hoofdwacht in Brielle (1789).
In 1785 werd hij als opvolger van Joachim van Plettenberg gouverneur van de Kaap, wat hij tot 1791 zou blijven. Gedurende zijn bewind werd het bordes van de gouverneurswoning in Kasteel de Goede Hoop in Kaapstad door een nieuw vervangen. Maar de verdedigingswerken in de kolonie bleven in desolate staat achter, wat niet weinig bijdroeg aan het verlies van de Kaap aan de Engelsen in 1806.